# Zugałaj
Zugałaj (ros. Зугалай) – wieś w Rosji, w Kraju Zabajkalskim, w rejonie mogojtujskim. W 2010 liczyła 1434 mieszkańców.

## Urodzeni
- Gałsan Bazarżapow – rosyjski łucznik.